# Ủy ban Olympic Azerbaijan
Ủy ban Olympic Azerbaijan (tiếng Azerbaijani: Azərbaycan Respublikası Milli Olimpiya Komitəsi, mã IOC: AZE) là Ủy ban Olympic quốc gia đại diện cho Azerbaijan. Ủy ban Olympic được thành lập vào năm 1992 và được Ủy ban Olympic quốc tế công nhận vào năm 1993. Nó có trụ sở tại Baku. Tổng thống Azerbaijan Ilham Aliyev là chủ tịch của Ủy ban Olympic Quốc gia Azerbaijan từ năm 1997.

## Liên kết khác
- Ủy ban Olympic Quốc gia Azerbaijan (tiếng Azerbaijan) (tiếng Anh)